# Helina jilinensis
Helina jilinensis är en tvåvingeart som beskrevs av Xue 2002. Helina jilinensis ingår i släktet Helina och familjen husflugor.
Artens utbredningsområde är Jilin (Kina). Inga underarter finns listade i Catalogue of Life.